# După Deal (gmina Cuci)
După Deal – wieś w Rumunii, w okręgu Marusza, w gminie Cuci. W 2011 roku pozostawała niezamieszkana.